# 日鉄物流八幡
日鉄物流八幡株式会社（にってつぶつりゅうやはた、英: Nippon Steel Logistics Yahata Co., Ltd.）は、日鉄物流傘下の物流企業である。

## 概要
日本製鉄九州製鉄所八幡地区の構内輸送や、日本国内における貨物自動車運送業・港湾運送業、国際物流事業（貨物利用運送業）を行う企業である。九州製鉄所の専用鉄道（くろがね線）・構内鉄道の機関車の運転及び整備を行っているため、第三セクター鉄道の車両整備なども受託している。

## 沿革
- 1942年（昭和17年）12月8日 - 日鐵八幡港運株式会社として設立。
- 1961年（昭和36年）9月 - 八幡製鐵（現・日本製鉄）の子会社となる。
- 1970年（昭和45年）7月 - 日鐵運輸株式会社に社名変更。
- 1999年（平成11年）2月 - 英文社名を従来の「Nittetsu Transportation」から、「Nippon Steel Transportation」に変更する。
- 2008年（平成20年）7月 - 新日本製鐵（現・日本製鉄）が出資比率を高め、子会社新日鐵化学（現・日鉄ケミカル&マテリアル）の持ち株分と合わせ、新日鉄グループの100%出資となる。
- 2012年（平成24年）1月 - 新日本製鐵のグループ会社再編政策によって、日鐵物流と事業統合。
- 2012年（平成24年）4月 - 日鐵物流八幡株式会社に社名変更。減資を実施（資本金4億円）。
  - 君津地区における事業（主に君津製鐵所内の鉄道輸送）を日鐵物流君津に会社分割。
  - 東京ならびに大阪地区における事業を日鐵物流に会社分割。

- 2013年（平成25年）4月 - 親会社（日鉄住金物流）の住友金属物流との事業統合に伴い、日鉄住金物流八幡株式会社に社名変更。減資を実施（資本金1億円）
- 2019年（平成31年）4月1日 - 親会社の新日鐵住金が日本製鉄へ商号変更したことに伴い、日鉄物流八幡株式会社に商号変更[2]。

## 過去に存在した主なグループ企業
- 株式会社東陽日運 - 陸運業を行う。
- 株式会社東京日運 - 陸運業を行う。
- 株式会社廣中商事 - 陸運業を行う。
- 九州冷熱運輸株式会社 - 陸運業を行う。当会社が50%、大陽日酸が50%出資。
- 日鐵運輸情報システム株式会社 - 情報システム企業。